# Elsa Cárdenas
Elsa Cárdenas (ur. 3 sierpnia 1935 w Tijuanie) – meksykańska aktorka filmowa. Grała w licznych amerykańskich i meksykańskich filmach i wielu meksykańskich serialach (głównie telenowelach).

## Wybrana filmografia

### Filmy
- 1954: El joven Juárez jako Josefa Juárez
- 1954: El jinete  (niewymieniona w czołówce)
- 1955: Magdalena jako Elenita
- 1955: Estafa de amor jako Asuncion
- 1955: Los Margaritos jako Rosalía
- 1956: El médico de las locas (niewymieniona w czołówce)
- 1956: The Brave One jako Maria
- 1956: Olbrzym jako Juana Guerra Benedict
- 1956: Tierra de hombres jako Rosita
- 1957: El buen ladrón
- 1957: Felicidad jako Ofelia
- 1957: La culta dama jako Eugenia Suárez
- 1957: La mujer que no tuvo infancia jako Luisa
- 1957: Cabaret trágico jako Lupe Cordova
- 1958: iPaso a la juventud..! jako Elsa
- 1960: For the Love of Mike jako Pani Eagle
- 1960: The Dalton That Got Away jako Nanooni
- 1961: Besito a papa jako Marta
- 1962: Asesinos de la lucha libre
- 1962: Pueblo de odios
- 1963: La fierecilla del puerto
- 1963: La casa de los espantos jako Modelka (niewymieniona w czołówce)
- 1963: Rostro infernal jako Bertha Hoffman
- 1963: Los parranderos
- 1963: La huella macabra jako Bertha Hoffman
- 1963: Of Love and Desire jako Pani Domínguez
- 1963: Un tipo a todo dar
- 1963: Zabawa w Acapulco jako Dolores Gomez
- 1964: Taggart jako Consuela Stark
- 1965: El texano jako Rosita
- 1965: El pueblo fantasma jako Marta
- 1965: Río Hondo jako Marta
- 1966: La recta final jako Mercedes
- 1966: Juan Colorado jako Isabel Ortigoza
- 1966: Dos meseros majaderos jako Susana
- 1966: Casa de mujeres jako María, la Marquesa
- 1967: La isla de los dinosaurios jako Esther
- 1967: Los alegres Aguilares jako Paulina
- 1967: El camino de los espantos jako Adelita
- 1968: La ley del gavilán jako Laura
- 1968: Despedida de casada
- 1968: Los asesinos jako Linda Foster
- 1968: Ensayo de una noche de bodas
- 1969: Lauro Puñales jako María Elena Rodríguez
- 1969: Dzika banda jako Elsa
- 1969: Minifaldas con espuelas
- 1969: Peligro...! Mujeres en acción jako Agentka S.O.S. w Puerto Rico
- 1969: La señora Muerte jako Julie
- 1969: Santo frente a la muerte jako Alicia
- 1970: Santo contra los asesinos de la mafia
- 1971: Los campeones justicieros jako Elsa
- 1971: Jesús, nuestro Señor jako Herodías
- 1971: Santo contra la mafia del vicio jako Elsa
- 1971: El idolo
- 1971: Teenage Tease
- 1972: Las momias de Guanajuto jako Lina
- 1972: El vals sin fin jako Susana Jiménez
- 1973: Misión suicida jako Senñorita Thomas
- 1973: Las bestias del terror
- 1973: Santo contra la magia negra jako Lorna Jordan
- 1974: El triumfo de los campeones justicieros jako Venus
- 1974: Pistolero del diablo jako Betty Morgan
- 1976: La ley del monte jako Doña Rosario
- 1981: Recuerdo de Xochimilco (film krótkometrażowy)
- 1981: La pachanga jako Laura, żona Alejo
- 1982: Andante spianato (film krótkometrażowy)
- 1984: Mamá, soy Paquito jako Rebeca Falcon
- 1984: El tonto que hacía milagros jako Matka Jacqueline
- 1988: Los camaroneros
- 1989: El día de las sirvientas
- 1990: Un corazón para dos
- 1990: Viernes tragico
- 2011: Cartas a Elena jako Stara Madrigal

### Seriale
- 1959: Zane Grey Theater jako Marga
- 1959: Black Saddle jako Rosario
- 1959: Have Gun - Will Travel jako Lahri
- 1960: Pony Express jako Cayalanee
- 1960: General Electric Theater jako Meksykańska dziewczyna
- 1960: Pecado  mortal
- 1961: La honra de vivir
- 1961: La brujota rota
- 1962: Mujercitas
- 1964: La piel de Zapa
- 1966: Tarzan jako Doktor Gloria Halverson
- 1967: Rocambole
- 1967: Adriana
- 1969: Lo que no fue
- 1969: El ciego
- 1971: El amor tiene cara de mujer
- 1973: Los que ayudan a Dios jako Adriana
- 1977: Marcha nupcial jako Dora
- 1979: Verónica jako Leonor
- 1980: Colorina jako Adela
- 1982: Chispita jako Hermana Socorro
- 1984: Principessa jako Fela
- 1984: Guadelupe jako Leonor
- 1987: El precio de la fama jako Eloísa
- 1990: Mi perqueña Soledad jako Bárbara
- 1993: La última esperanza jako Ninfa
- 1996: Serce Clarity jako Hada Reina
- 1997: Esmeralda jako Hortencia Lazcano
- 1998: Kłamstwo i miłość jako Helen
- 1999: Infierno en el Paraíso jako Elsa
- 1999: Alma rebelde jako Natalia
- 2002: La otra jako Martha Viuda de Guillen
- 1997-2005: Mujer, casos de la vida real
- 2006-2007: Código postal jako Josefina de Alba
- 2008: Fuego en la sangre jako Matka przełożona
- 2009-2010: Morze miłości jako Luciana de Irazabal
- 2010: La rosa de Guadelupe jako Gloria
- 2011: Teresa jako Dyrektorka fundacji Palomy
- 2013: Prawdziwe uczucie jako Jueza
- 2015: Hasta el fin del mundo
- 2015: Lo imperdonable jako Jovita